# آخناتون
آخِناتون یا اَخِناتون (‎/ˌækəˈnɑːtən/‎) (به‌معنای «کسی که برای آتون سودمند است») که ابتدا با نام آمنحتپ چهارم (به‌معنای آمون خرسند است) بر تخت نشست، از فرعون‌های دودمان هجدهم مصر باستان بود که به مدت ۱۳ سال بر این سرزمین حکومت کرد. دوران اخناتون با اصلاحات دینی وی به یادآورده می‌شود؛ او دین و رسم نیاکان خود در چندخدایی را رها کرد و به پرستش دین جدیدی به مرکزیت خدای خورشید، آتون، روی آورد. آتون‌گرایی با اصطلاحاتی نظیر تک‌پرستی، یک‌ازچندپرستی و یکتاپرستی توصیف شده‌است.
اخناتون تلاش کرد تا دین جدیدی که متمرکز بر پرستش آتون، ایزد خورشید بود، را در مصر رواج دهد اما به موفقیت چندانی دست پیدا نکرد و مورد پذیرش عمومی قرار نگرفت. پس از مرگش، یادبودها و تندیس‌های او را نابود و نامش را از فهرست فراعنه پاک کردند. دین پیشین جایگاه خود را مجدداً به دست آورد و فرعون‌هایی که با فاصله چند سال از مرگ اخناتون به قدرت رسیدند و رابطه خونی مشخصی با سلسله هجدهم نداشتند، از اخناتون در نوشته‌هایشان با نام دشمن و آن مجرم یاد می‌کردند.
با نابودی میراث اخناتون، این فرعون به فراموشی سپرده شد؛ تا اینکه در قرن نوزدهم، پایگاه باستان‌شناسی اخناتون در شهر عمارنه کشف شد. یک مومیایی نیز در گور موسوم به KV55 پیدا شد که به نظر می‌رسد متعلق به او باشد؛ در واقع آزمایش دی‌ان‌ای تأیید می‌کند که مومیایی متعلق به پدر توت‌عنخ‌آمون است، اما برخی وجود رابطه پدر و پسری بین اخناتون و توت‌عنخ‌آمون را زیر سؤال برده‌اند.
آخناتون و همسرش نفرتیتی از جمله مصریان باستانی‌ای هستند که مورد توجه باستان‌شناسان و تاریخ‌نگاران معاصر قرار دارند؛ این علاقه از سه مسئله سرچشمه می‌گیرد: نخست رابطه آن‌ها با توت‌عنخ‌آمون (گرچه نفرتیتی مادر توت‌عنخ‌آمون نبود)، دوم آثار هنری به با کیفیتی که از دوران اخناتون پیدا شده‌اند و سوم دینی که توسط او ایجاد شد.

## سال‌های اولیه حکومت با عنوان آمنحتپ چهارم
آخناتون فرزند ارشد آمنحتپ سوم و ملکه مادر، بانو تیه نبود بلکه در ابتدا شاهزاده جاتموس مقام ولایت عهدی را دارا بود. با مرگ جاتموس در سنین جوانی فرزند دیگری با نام امن‌هوتپ (آخناتون آینده) که نفر بعدی در خط جانشینی به حساب می‌آمد ولی عهد شد.
بر سر این که آیا آمنحتپ چهارم بلافاصله بعد از مرگ آمن‌هوتپ سوم به قدرت رسیده‌است یا ابتدا با شخص دیگری (مشخصا پدر خود) به صورت اشتراکی حکومت می‌کرده‌است (حتی تا دوازده سال) بین تاریخ دانان اختلاف نظر زیادی وجود دارد. در این میان عده‌ای مسئله اشتراک دراز مدت حکومت را قویا رد کرده یا آن را کوتاه مدت (حداکثر یک تا دو سال) دانسته‌اند. در ماه فوریه سال ۲۰۱۴ وزارت آثار باستانی مصر اعلام کرد شواهدی قطعی به دست آورده‌است که نشان می‌دهد آخناتون دست کم برای هشت سال حکومت را به صورت اشتراکی با پدر خود در اختیار داشته‌است. این نشانه‌ها از مقبره آمنهوتپ-هوی، وزیر اعظم مصری آن دوران به دست آمده بود.
آمنحتپ چهارم در شهر تبس تاجگذاری نمود و بلافاصله مجموعه‌ای از ساخت و سازها را آغاز کرد. با دستور او تندیسی از آمن‌هوتپ چهارم در حال پرستش خدای رع در ورودی جنوبی معبد آمون قرار داده شد. او به سرعت معبدی برای پرستش آتون در کرنک شرقی ایجاد کرد که گمپاآتون نامیده گردید. چند معبد دیگر نیز برای خدای آتون در کرنک ساخته شد. در طول این مدت او با حفظ عنوان آمنحتپ چهارم با پرستش آمون مقابله‌ای نکرد و معبد آمون نیز به فعالیت خود ادامه داد.

## تغییر نام
در روز ۱۳ از ماه ۸ پنجمین سال سلطنت، آمن‌هوتپ چهارم وارد شهر تازه تأسیس آختاتون (عمارنه کنونی) شد. یک ماه پیش از این آمنحتپ چهارم رسماً نام خود را به آخناتون تغییر داده بود. او در همین سال نام‌های شاهانه خود را نیز تغییر داد.

## اصلاحات دینی
اخناتون تلاش کرد تا دین جدیدی را در مصر رواج دهد؛ دینی پیرامون پرستش خدای خورشید، آتون که به نظر می‌رسد نام دیگری برای رع باشد.
اینکه اخناتون تا چه اندازه تلاش کرد تا پرستش خدای جدید را به مصریان تحمیل کند، مشخص نیست. اما مشخص است که او سیاست زدودن نفوذ سایر خدایان، از جمله آمون، را دنبال می‌کرده‌است؛ در همین رابطه بسیاری از افراد حاضر در دربار، نام‌هایشان که به علاقه به سایر خدایان اشاره داشتند را تغییر دادند و نام‌هایی مرتبط با آتون را برای خود برگزیدند. با این حال، حتی در دربار اخناتون نیز کسانی بودند که نام‌های قدیمی خود (نظیر آهموس، به معنای فرزند خدای ماه) را حفظ کردند. اینگونه به نظر می‌رسد که تا پیش از یک تاریخ مشخص یا روی دادن یک اتفاق که جزییاتش بر ما پوشیده‌است، پرستش خدایان دیگر توسط فرعون برتابیده می‌شده‌است.

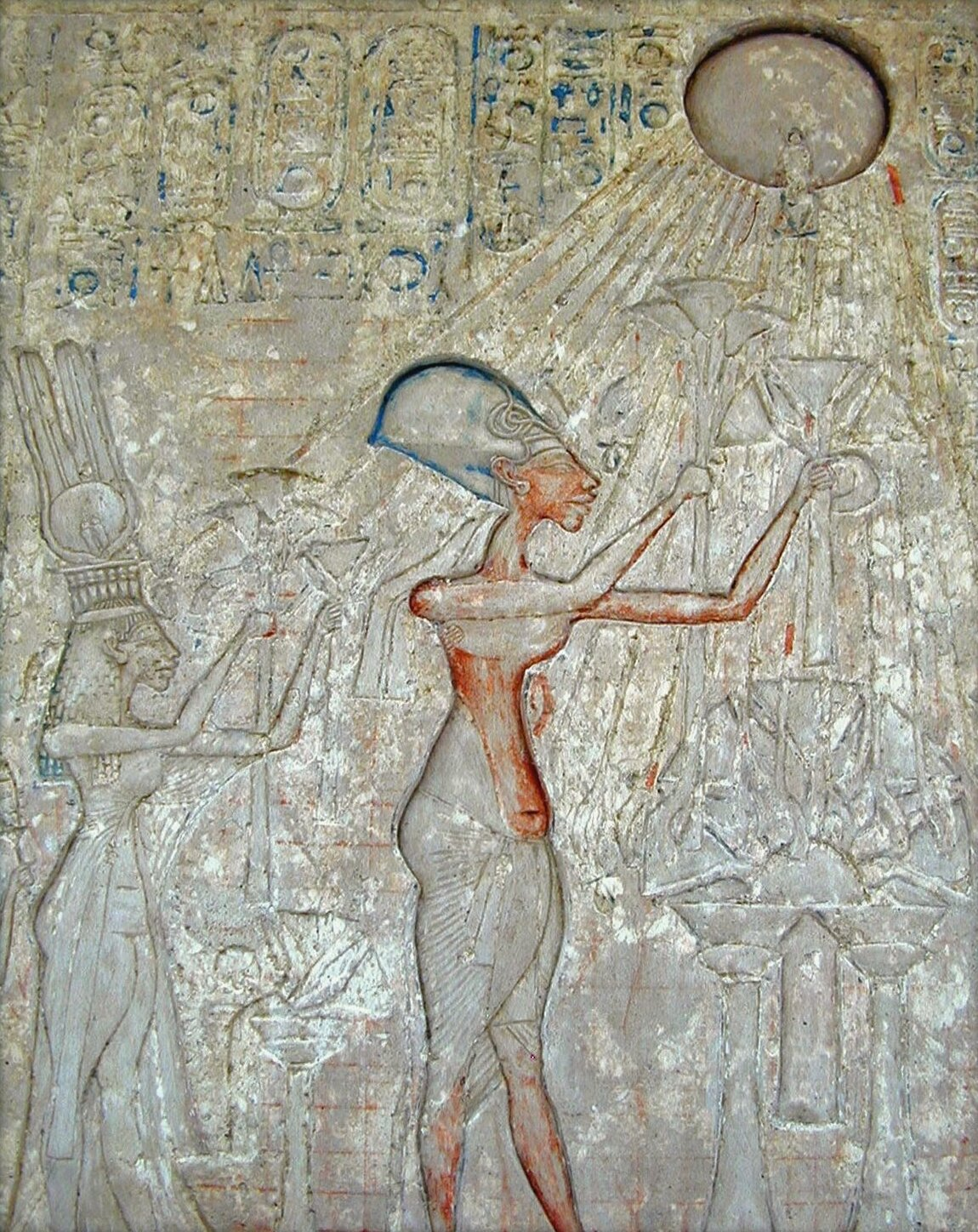
اخناتون (در مرکز تصویر) به همراه خانواده‌اش در حال پرستش خدای خورشید، آتون.

## ارتباط با موسی
زیگموند فروید در کتاب موسی و یکتاپرستی، موسی را در دورهٔ اخناتون می‌داند. فروید نتیجه می‌گیرد که موسی به دین یکتاپرستی آتُن گرایش داشته اما به علت سست شدن قدرت امپراتوری پس از اخناتون و طرد دین اتن توسط مصریان، موسی این دین را به‌جای ادامه در مصر، به قوم یهود منتقل می‌کند. یهودیان آن زمان در قلمرو مصر ساکن بودند. موسی همچنین رسم مصریِ ختنه را به قوم یهود داد.

## در هنر و ادبیات
- در رمان سینوهه مصری اثر میکا والتاری در سال ۱۹۴۵، راویِ داستان در زمان این فرعون زندگی می‌کند و مدتی طبیب ویژهٔ اوست.[۱۴] فیلمی نیز بر اساس این داستان ساخته شده‌است.
- توماس مان در نمایشنامهٔ خود با نام «یوسف و برادرانش» در سال ۱۹۴۳، آخناتون را پادشاه و فرعون زمان یوسف می‌داند.[۱۵]
- در مجموعهٔ تلویزیونی یوسف پیامبر، که در سال ۱۳۸۷ از شبکه ۱ تلویزیون ایران پخش شد، آمنهوتپ در نقش فرعون مصر در دوران وزارت یوسف در این کشور به تصویر کشیده شده‌است. او در این سریال تحت تأثیر تعلیمات یوسف یکتاپرست شده، به رسالت او ایمان آورده، توسط یوسف در نیل غسل تعمید می‌شود و با همراهی یوسف به مبارزه با کاهنانِ آیین آمون‌پرستی برمی‌خیزد.
- نیایش آخناتون/ پرستندهٔ خورشید جهان در تاریکی مرگ مانندی است؛ شیران از بیشه‌های خویش بیرون می‌آیند و ماران از سوراخ‌هایشان تاریکی بر جهان نشسته و فرمانروایی می‌کند و آن‌گاه که خورشید، سر از بالین افق برداشته و پرتوافشانی کند، لشکر تاریکی شکست می‌گیرد همهٔ درختان و گیاهان می‌شکفند و به بار می‌نشینند و پرندگان بر فراز آشیانه‌های خویش، بال می‌گشایند. و برّه‌ها بر پا ایستاده، می‌رقصند کشتی‌ها در فراز و فرود خویش، حباب‌های آب و خیزابه‌های دریا را می‌شکافند و ماهی‌ها در رودخانه پیش چشم تو می‌جهند و پرتوهای تو بر پهنهٔ این دریای بیکران، تابیدن می‌گیرد چه بسیار است کارها و نشانه‌های تو زمین را به خواست خود ساختی و هر آنچه که از مردم و جانوران بر روی زمین است نیز نیل را در آسمان آفریده‌ای و آب را بر آفریدگان تو فرو می‌فرستد پس کشتزارها سیراب می‌شود و از کوه‌ها، آب روان می‌سازد تا مردم و رمه‌ها را در زمین سیراب سازد تو کسی هستی که فصل‌ها را آفریدی و آسمان را در پدیدآوردی آسمان بلند را، هر روز و همه روز بر فراز آسمان، پرتوافشانی می‌کنی و می‌درخشی سر از بالین افق برمی‌داری و شباهنگام سر بر بالین افق می‌نهی همهٔ جهان در سرانگشتان پرتوان توست. آن‌گاه که بر آفریدگان تابیدن می‌گیری، همه جان می‌گیرند و زنده می‌شوند و چون سر بر بالین افق می‌نهی و غروب می‌کنی، جان می‌سپارند انسان‌ها به بودن تو زندگی به سر می‌برند. [۱۶]